# Frigyes Hidas
Frigyes Hidas (Boedapest, 25 mei 1928 - aldaar, 7 maart 2007) was een hedendaags Hongaarse componist.

## Levensloop
Hij studeerde compositie aan de Ferenc Liszt-Akademie voor muziek te Boedapest bij János Visky.
Na zijn studie was hij gedurende vijftien jaar (1951-1966) muziekdirecteur van het National Theater te Boedapest en van 1974 tot 1979 had hij dezelfde functie in het stedelijk Operette Theater.
Sindsdien is hij freelance componist. Zijn oeuvre omvat bijna alle genres, zoals opera's, balletten, concerten voor instrumenten en orkest, orkestwerken, kamermuziek, vocale en koormuziek. In wereld van de blazers (kamermuziek en werken voor harmonieorkesten) is hij geen onbekende meer, maar hij kreeg ook vele opdrachten van operahuizen, radiostations, universiteiten, balletcompagnieën en verschillende muzikale verenigingen en federaties. Naar verluidt werden hem vele prijzen en onderscheidingen toegekend.

## Composities

### Werken voor orkest
- 1951 Concerto voor hobo en orkest
- 1956 Trumpet Concerto No. 1 voor trompet en orkest
- 1957 Violin Concerto No. 1 voor viool en orkest
- 1958 Concerto No. 1 voor klarinet en orkest
- 1959 Concerto voor altviool en orkest
- 1960 Symphony voor orkest
- 1966 Concertino voor strijkorkest
- 1967 Concerto voor fluit en orkest
- 1967 Hajnaltól estig voor koor en orkest
- 1968 Concerto voor hoorn en orkest
- 1969 Concertino voor vier fluiten, vier klarinetten en strijkorkest
- 1972 Concerto voor piano en orkest
- 1977 Adagio voor orkest
- 1977 Concerto Semplice voor klarinet en orkest
- 1979 Seven Bagatelles voor kamerorkest
- 1979 Concerto voor trombone en orkest
- 1979 Concerto voor harp en orkest
- 1980 Concerto voor fagot en strijkorkest
- 1982 Rhapsody voor orkest
- 1982 Ballad voor cello en orkest
- 1982 Cymboa voor cimbalom, hobo en strijkorkest
- 1983 Concerto Barocco voor alttrombone en strijkorkest
- 1983 Concerto No. 2 voor trombone en orkest
- 1983 Trumpet Fantasy voor trompet en orkest
- 1984 Széchenyi-concerto voor orkest
- 1984 Preludium, Passacaglia and Fugue voor orkest
- 1986 Quintetto Concertante voor orkest
- 1987 Three movements for orchestra
- 1988 Double Concerto voor tenor- en bastrombone en orkest
- 1989 Az el nem Táncolt Balett szimfonikus zenekarra - voor symfonisch orkest
- 1989 Concerto No. 2 voor hoorn en strijkorkest
- 1989 Double Concerto voor hoorn, harp en strijkorkest met percussie
- 1991 Florida Concerto voor orkest
- 1991 Episode voor orkest
- 1992 Köszöntő
- 1992 Brussels Concerto voor viool en orkest
- 1995 Concerto voor klavecimbel en klein strijkorkest

### Werken voor harmonieorkest
- 1978 Capriccio
- 1980 Ballet Music
- 1980 Vidám zene
- 1981 Concertino for wind band
- 1981 Suite for wind symphony orchestra
- 1983 Concerto No. 2 (Ohio Concerto) for flute and wind ensemble
- 1984 airforce March voor harmonieorkest
- 1984 Repülős induló voor harmonieorkest
- 1984 Fantasy and Fuge voor harmonieorkest
- 1984 Neuhofen Signal voor harmonieorkest
- 1984 Neuhofen Suite voor harmonieorkest
- 1985 Ünnepi zene - (Festive Music) voor harmonieorkest
- 1985 Circus Suite voor harmonieorkest
  1. Entry Music
  2. Clowns
  3. Rope Dancer
  4. Juggler
  5. Trapeze Artist
  6. Finale
- 1985 1. Népdalszvit Suite voor harmonieorkest
- 1985 2. Népdalszvit Suite voor harmonieorkest
- 1985 Helyõrségi induló voor harmonieorkest
- 1986 Balatoni népdal-szvit - Folksong of the Balaton Suite
- 1988 Békés megyei népdal-szvit - Folksong of Békés County Suite
- 1988 Etude
- 1990 Változó Ritmusok - (Changing Rhythmes)
- 1991 Four movements for brass ensemble voor harmonieorkest
- 1993 Almost B.A.C.H. voor harmonieorkest
- 1993 Ünnepi induló - Festelijke mars voor harmonieorkest
- 1993 Musica solenne voor harmonieorkest
- 1993 Tutti Frutti
- 1995 188 bars for brass voor 12 Hoorns, 12 trompetten, 10 trombones, 2 tubas en Percussie (pauken, gong, grote trom) - opgedragen aan de Synagoge van Szeged, Hongarije
- 1995 A IV. Európai Ifjúsági Fesztivál záró hangjai - Finale to the Fourth European Youth Music Festival voor harmonieorkest en jeugdkoor
- 1995 Euphoniada Concerto for euphonium and wind ensemble
- 1995 Requiem (Zie Missen, cantates en geestelijke muziek)
- 1996 Az el nem Táncolt Balett (The Undanced Ballet) voor harmonieorkest
- 1996 Sprightly tunes
- 1996 Tuba Concerto voor tuba en harmonieorkest
- 1996 Farewell
- 1997 Save the Sea
- 1998 Swiss Rhapsody
- 1999 Missourri Impression
- 1999 Vjenne (The History of Vriezenveen)
- 2000 Magical Oregon
- 2002 Symphonic Movement

### Missen, cantates en geestelijke muziek
- 1956 Missa brevis voor gemengd koor en orgel
- 1959 Cantate de minoribus voor spreker, mannenkoor en orkest
- 1973 Gyászzene - Requiem egy hadseregért voor solisten, gemengd koor en orkest
- 1989 Psalmus CL voor solisten gen gemengd koor
- 1991 Missa in honorem reginae pacis voor solisten, gemengd koor en orgel
- 1995 Requiem voor sopraan, alt, tenor, bas solo, harmonieorkest en gemengd koor[1][2][3][4][5][6]
  1. Requiem
  2. Dies irae
  3. Domino Jesu Christe
  4. Sanctus
  5. Agnus Dei
  6. Lux Aeterna
  7. Libera Me

### Muziektheater

#### Opera's
| Voltooid in | titel                                           | aktes | première | libretto       |
| ----------- | ----------------------------------------------- | ----- | -------- | -------------- |
| 1963        | Riviera                                         |       |          |                |
| 1965        | Asszony és az igazság (The Woman and the Truth) |       |          | Károly Kristóf |
| 1973        | Tökéletes alattvaló                             |       |          |                |
| 1977        | Bösendorfer                                     |       |          |                |
| 1984        | Dunakanyar                                      |       |          |                |

#### Balletten
| Voltooid in | titel    | aktes | première | libretto | choreografie |
| ----------- | -------- | ----- | -------- | -------- | ------------ |
|             | A cédrus |       |          |          |              |

### Werken voor kamermuziek
- 1954 1. Vonôsnégyes (strijkkwintet)
- 1955 Sonata voor hobo en piano
- 1961 1. Fúvôskvintett (blazerskwintet)
- 1963 2. Vonôsnégyes (strijkkwintet)
- 1965 Fantasia voor klarinet en piano
- 1969 2. Fúvôskvintett - "LO SVAGO" (blazerskwintet)
- 1972 Quintetto d'Ottoni
- 1972 Brass Sextet
- 1973 Little Brass Quintet
- 1977 Fantasia voor trombone
- 1979 3. Fúvôskvintett (blazerskwintet)
- 1983 Music for Brass
- 1983 Trumpet Fantasy voor trompet en piano
- 1983 Fantasy for Twelve Horns
- 1990 Tuba Quartet
- 1990 Saxophone Quartet
- 1991 Baroque Concerto voor alttrombone en orgel
- 1991 Domine, Dona Nobis Pacem
- 1992 Ballad voor cello en piano
- Five Little Pieces, voor koperensemble[7]

### Werken voor orgel
- 1956 Sonata voor orgel
- 1969 Fantasia voor orgel
- 1991 Baroque Concerto (Zie: Werken voor kamermuziek)

### Werken voor koor
- 1995 A IV. Európai Ifjúsági Fesztivál záró hangjai - Finale to the Fourth European Youth Music Festival (Zie Werken voor harmonieorkest)
- 1995 Requiem (Zie Missen, cantates en geestelijke muziek)